# Flavio Rizzello
Flavio Rizzello (* 2. April 2004) ist ein Schweizer Nachwuchssänger aus Thalwil. Bekannt wurde er 2015 als Gewinner der dritten Staffel von Die grössten Schweizer Talente.

## Biografie
Der aus der Nähe von Zürich stammende Flavio Rizzello meldete sich mit 10 Jahren bei der Castingshow Die grössten Schweizer Talente an. Mit seinem Gesangsbeitrag wurde er in der Castingrunde direkt von einer Jurorin weitergewählt und überstand danach auch das Halbfinale. Mit seiner Interpretation von Rise Like a Phoenix, dem ESC-Siegertitel von Conchita Wurst, gewann er knapp vor einer Aargauer Trampolingruppe.
Danach wurde er von Sony Music unter Vertrag genommen. Im Dezember 2015 erschien das Album My Favorites mit neueren Coversongs, das es auch in die Schweizer Hitparade schaffte. Dazu hatte er zahlreiche Auftritte im In- und Ausland, unter anderem sang er auch ein Duett mit der Gastgeberin in der Helene Fischer Show, die am ersten Weihnachtsfeiertag in allen deutschsprachigen Ländern zu sehen war. Im Februar 2016 trat er im Pausenprogramm des Schweizer ESC-Vorentscheids zusammen mit Conchita Wurst auf.
2017 bewarb sich Flavio bei der deutschen Version von "The Voice Kids". In der ersten Runde der Sendung am 25.  Februar 2018 sang er in den Blind Auditions von Adele - Skyfall und entschied sich als Coach für Max Giesinger der in Deutschland als Sänger, Songwriter und Musikproduzent bekannt ist.
In der zweiten Runde beim sogenannten "Battle", Sang Flavio mit zwei anderen Talenten zusammen das Lied Grande amore von Il Volo, wo er sich durchsetzte und in die nächste Runde, den "Sing Offs" von seinem Coach gewählt wurde. Dort musste er erneut das Lied von Adele - Skyfall aus den Blind Auditions singen und wurde mit 8 weiteren Talenten von den Coachs ins Finale gewählt.
Im Finale sang Flavio das Lied Turning Tables von Adele, wurde aber nicht von seinem Coach in die letzte Runde, die "Voting-Runde" gewählt und schied somit im Finale aus!

## Diskografie
Alben
- My Favorites (2015)

Lieder
aus Die grössten Schweizer Talente (2015)
- Black Heart (von Stooshe, Castingrunde)
- Valerie (von Amy Winehouse, Halbfinale)
- Rise Like a Phoenix (von Conchita Wurst, Finale)

Singles
- Wings (2015)

aus The Voice Kids Deutschland (2018)
- Skyfall (von Adele, Blind Auditions)
- Grande amore (von II Volo, Battle)
- Skyfall (von Adele, Sing Offs)
- Turning Tables (von Adele, Finale)